# Zygina bisignatella
Zygina bisignatella är en insektsart som beskrevs av Matsumura 1932. Zygina bisignatella ingår i släktet Zygina och familjen dvärgstritar. Inga underarter finns listade i Catalogue of Life.